# Medalla del Servicio Superior de Defensa
La Medalla del Servicio Superior de Defensa (en inglés: Defense Superior Service Medal), es una condecoración de los Estados Unidos, creada el 6 de febrero de 1976 por el Presidente Gerald Ford mediante Orden Ejecutiva 11904 y otorgada por el Secretario de Defensa. Habitualmente se concede a oficiales superiores y generales. El primero en recibirla fue el Brigadier General del Ejército, John G. Jones, por su servicio como Asistente Militar al Secretario de Defensa entre febrero de 1972 y julio de 1975.

## Simbolismo

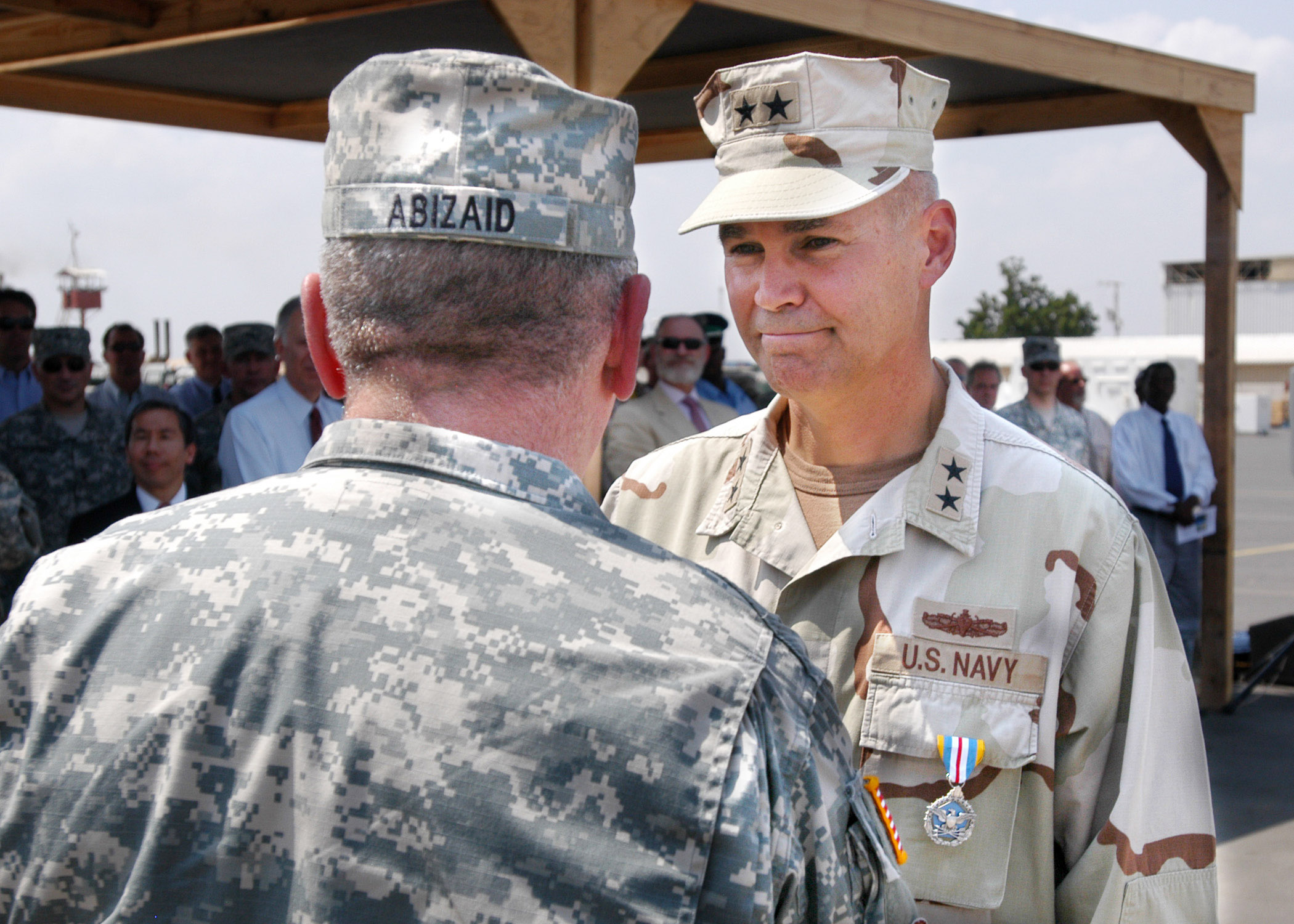
El almirante Richard W. Hunt recibe la Medalla por Servicio Superior de Defensa de manos del general John Abizaid por comandar la Fuerza de Tarea del Cuerno de África.

El pentágono se refiere a los cinco servicios armados (Ejército, Armada, Marines, Guardia Costera y Fuerza Aérea). También alude al Cuartel General del Departamento de Defensa. El águila con la corona y las flechas es la que figura en el escudo del Departamento de Defensa. Las Estrellas significan unidad y excelencia en la realización de la misión del Departamento de Defensa en beneficio de la Nación.
Como es habitual, las concesiones posteriores se indican mediante hojas de roble en el Ejército y en la Fuerza Aérea, y mediante estrellas de bronce o plata en la Armada, los Marines y los Guardacostas.

## Diseño
En el anverso aparece un águila plateada con las alas extendidas y tres flechas en las patas (como figuran en el escudo del Departamento de Defensa), sobre la figura de un pentágono en azul que apunta hacia arriba. Las alas del águila se proyectan sobre el pentágono. Está rodeada por un anillo, cubierto de 9 estrellas en la parte superior y de una corona en la inferior, formada por hojas de laurel a la izquierda y de olivo a la derecha. Sobre el pecho del águila aparece el escudo de los Estados Unidos.
En el reverso aparece sobre un arco la inscripción For Superior Service, y sobre el pentágono aparece la inscripción From the Secretary of Defense To.
Cuelga de una cinta de 3,5 mm , compuesta por las siguientes franjas : dorado (5 mm), azul (6,4 mm), blanco (4,8 mm), rojo (0,32 mm), blanco (4,8 mm), azul (6,4 mm) y dorado (5 mm).

## Receptores notables
- General David Petraeus, Ejército
- General y Secretario de Estado de los Estados Unidos, Colin Powell, Ejército
- General Anthony Zinni, Cuerpo de Marines